# Hóquei sobre a grama nos Jogos Olímpicos de Verão de 2024 - Masculino
O torneio masculino de hóquei sobre a grama nos Jogos Olímpicos de Verão de 2024 foi realizado entre 27 de julho e 8 de agosto de 2024, com os jogos sendo disputados nos campos 1 e 2 do Stade Olympique Yves-du-Manoir, em Colombes.

## Medalhistas
|  | NED Países Baixos |  | GER Alemanha |  | IND Índia |
|  | Jip Janssen Lars Balk Jonas de Geus Thijs van Dam Thierry Brinkman Seve van Ass Jorrit Croon Justen Blok Derck de Vilder Floris Wortelboer Tjep Hoedemakers Koen Bijen Joep de Mol Steijn van Heijningen Pirmin Blaak Tijmen Reyenga Duco Telgenkamp Floris Middendorp |  | Mathias Müller Mats Grambusch Lukas Windfeder Niklas Wellen Johannes Große Thies Prinz Paul-Philipp Kaufmann Teo Hinrichs Tom Grambusch Gonzalo Peillat Christopher Rühr Justus Weigand Marco Miltkau Martin Zwicker Hannes Müller Malte Hellwig Moritz Ludwig Jean Danneberg |  | Jarmanpreet Singh Abhishek Nain Manpreet Singh Hardik Singh Gurjant Singh Sanjay Rana Mandeep Singh Harmanpreet Singh Lalit Upadhyay P. R. Sreejesh Sumit Walmiki Shamsher Singh Raj Kumar Pal Amit Rohidas Vivek Prasad Sukhjeet Singh |

## Calendário
| G | Fase de grupos | QF | Quartas de final | SF | Semifinais | B | Disputa pelo bronze | F | Final |

| DataEvento | Sáb 27 | Dom 28 | Seg 29 | Ter 30 | Qua 31 | Qui 1 | Sex 2 | Sáb 3 | Dom 4 | Seg 5 | Ter 6 | Qua 7 | Qui 8 | Qui 8 |
| ---------- | ------ | ------ | ------ | ------ | ------ | ----- | ----- | ----- | ----- | ----- | ----- | ----- | ----- | ----- |
| Masculino  | G      | G      | G      | G      | G      | G     | G     |       | QF    |       | SF    |       | B     | F     |

## Qualificação
Doze equipes se classificaram para o torneio masculino de hóquei sobre a grama:
| Método                        | Data                                | Local           | Vagas | Classificado  |
| ----------------------------- | ----------------------------------- | --------------- | ----- | ------------- |
| Nação anfitriã                | 13 de setembro de 2017              | Lima            | 1     | França        |
| Copa da Oceania de 2023       | 10–13 de agosto de 2023             | Whangarei       | 1     | Austrália     |
| Campeonato Europeu de 2023    | 19–27 de agosto de 2023             | Mönchengladbach | 1     | Países Baixos |
| Jogos Asiáticos de 2022       | 23 de setembro–8 de outubro de 2023 | Hancheu         | 1     | Índia         |
| Jogos Pan-Americanos de 2023  | 25 de outubro–3 de novembro de 2023 | Santiago        | 1     | Argentina     |
| Pré-Olímpico Africano de 2023 | 29 de outubro–5 de novembro de 2023 | Pretória        | 1     | África do Sul |
| Pré-Olímpico Mundial de 2024  | 13–21 de janeiro de 2024            | Valência        | 3     | Bélgica       |
| Pré-Olímpico Mundial de 2024  | 13–21 de janeiro de 2024            | Valência        | 3     | Espanha       |
| Pré-Olímpico Mundial de 2024  | 13–21 de janeiro de 2024            | Valência        | 3     | Irlanda       |
| Pré-Olímpico Mundial de 2024  | 13–21 de janeiro de 2024            | Mascate         | 3     | Alemanha      |
| Pré-Olímpico Mundial de 2024  | 13–21 de janeiro de 2024            | Mascate         | 3     | Grã-Bretanha  |
| Pré-Olímpico Mundial de 2024  | 13–21 de janeiro de 2024            | Mascate         | 3     | Nova Zelândia |

## Formato
As doze equipes participantes foram divididas em dois grupos de seis, com cada equipe enfrentando as outras dentro de seu grupo, totalizando cinco jogos. Após a conclusão da fase de grupo, as quatro primeiras equipes de cada um avançaram para as quartas de final. Os dois vencedores das semifinais se enfrentaram pela medalha de ouro, enquanto os perdedores das semifinais disputaram a medalha de bronze

## Árbitros
Um total de 14 árbitros foram selecionados pela Federação Internacional de Hóquei (FIH) e anunciados em 12 de setembro de 2023.
- ARG Gabriel Labate
- AUS Steve Rogers
- CZE Jakub Mejzlík
- GBR Dan Barstow
- GER Ben Göntgen
- IND Raghu Prasad
- IND Javed Shaikh
- NED Coen van Bunge
- NED Jonas van't Hek
- NZL Gareth Greenfield
- NZL David Tomlinson
- POL Marcin Grochal
- RSA Sean Rapaport
- SCO Martin Madden
- SGP Lim Hong Zhen

## Fase de grupos
A competição começou com uma fase de grupos de seis equipas em que cada uma das seleções defrontou as outras cinco por uma vez. As quatro primeiras avançaram para a fase final.
Todas as partidas seguem o fuso horário local (UTC+2).
|  | Equipes classificadas às quartas de final |

### Grupo A
| Pos | Equipe        | P  | J | V | E | D | GP | GC | SG  |
| --- | ------------- | -- | - | - | - | - | -- | -- | --- |
| 1   | Alemanha      | 12 | 5 | 4 | 0 | 1 | 16 | 6  | +10 |
| 2   | Países Baixos | 10 | 5 | 3 | 1 | 1 | 16 | 7  | +7  |
| 3   | Grã-Bretanha  | 8  | 5 | 2 | 2 | 1 | 11 | 7  | +4  |
| 4   | Espanha       | 7  | 5 | 2 | 1 | 2 | 11 | 12 | –1  |
| 5   | África do Sul | 4  | 5 | 1 | 1 | 3 | 11 | 17 | –6  |
| 6   | França        | 1  | 5 | 0 | 1 | 4 | 22 | 14 | –14 |

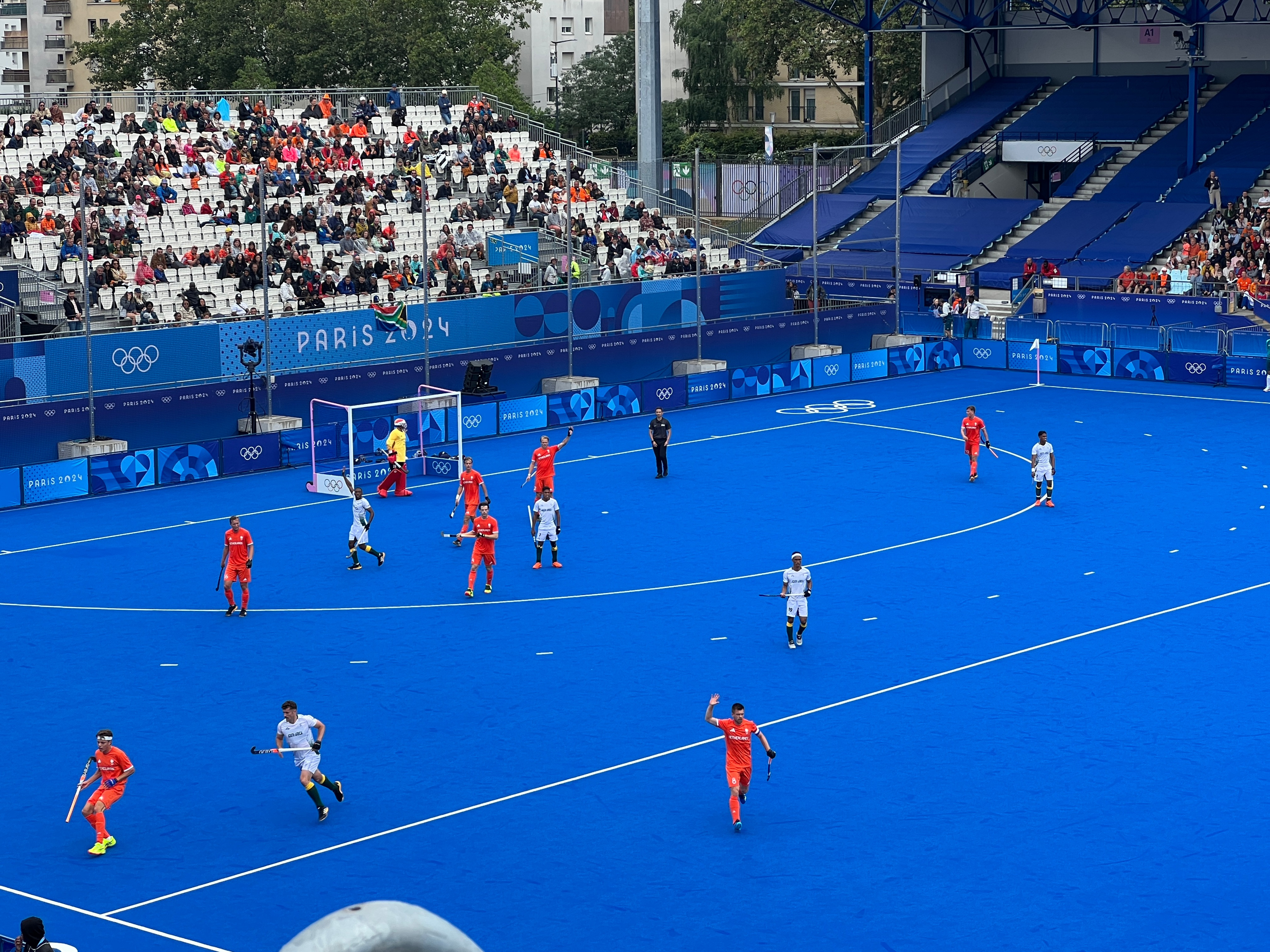
Confronto entre Países Baixos e África do Sul

Ordenamento da classificação: 1) Pontos; 2) Vitórias; 3) Diferença de gol(o)s; 4) Gol(o)s marcados; 5) Confronto direto; 6) Gol(o)s diretos (field goals) marcados.

| 27 de julho 10:00                        |           |         |                                                                                                   |
| Grã-Bretanha                             | 4–0       | Espanha | Campo 1, Stade Olympique Yves-du-Manoir, Colombes Árbitros: Steve Rogers (AUS) Raghu Prasad (IND) |
| Park 13' Furlong 16', 48' Shipperley 58' | Relatório |         | Campo 1, Stade Olympique Yves-du-Manoir, Colombes Árbitros: Steve Rogers (AUS) Raghu Prasad (IND) |

| 27 de julho 12:45                                          |           |                                       | |
| Países Baixos                                              | 5–3       | África do Sul                         | Campo 1, Stade Olympique Yves-du-Manoir, Colombes Árbitros: David Tomlinson (NZL) Lim Hong Zhen (SGP) |
| Janssen 2', 30' De Geus 10' Hoedemakers 16' Telgenkamp 33' | Relatório | M. Cassiem 7' Kok 34' Guise-Brown 44' | Campo 1, Stade Olympique Yves-du-Manoir, Colombes Árbitros: David Tomlinson (NZL) Lim Hong Zhen (SGP) |

| 27 de julho 17:00                                                                   |           |                         | |
| Alemanha                                                                            | 8–2       | França                  | Campo 1, Stade Olympique Yves-du-Manoir, Colombes Árbitros: Zeke Newman (AUS) Gareth Greenfield (NZL) |
| Weigand 1', 44' Rühr 7' Prinz 19' M. Grambusch 21' T. Grambusch 22' Wellen 33', 49' | Relatório | Masson 15+' Charlet 59' | Campo 1, Stade Olympique Yves-du-Manoir, Colombes Árbitros: Zeke Newman (AUS) Gareth Greenfield (NZL) |

| 28 de julho 17:00 |           |                         | |
| Alemanha          | 0–2       | Espanha                 | Campo 1, Stade Olympique Yves-du-Manoir, Colombes Árbitros: Jonas van 't Hek (NED) Martin Madden (GBR) |
|                   | Relatório | Basterra 32' Cunill 53' | Campo 1, Stade Olympique Yves-du-Manoir, Colombes Árbitros: Jonas van 't Hek (NED) Martin Madden (GBR) |

| 28 de julho 19:45                               |           |        | |
| Países Baixos                                   | 4–0       | França | Campo 1, Stade Olympique Yves-du-Manoir, Colombes Árbitros: Sean Rapaport (RSA) Irene Presenqui (ARG) |
| Reyenga 7' Bijen 28' De Geus 31' Telgenkamp 54' | Relatório |        | Campo 1, Stade Olympique Yves-du-Manoir, Colombes Árbitros: Sean Rapaport (RSA) Irene Presenqui (ARG) |

| 28 de julho 20:15       |           |                          | |
| África do Sul           | 2–2       | Grã-Bretanha             | Campo 2, Stade Olympique Yves-du-Manoir, Colombes Árbitros: Marcin Grochal (POL) Laurine Delforge (BEL) |
| Hobson 11' Sherwood 53' | Relatório | Roper 32' Shipperley 59' | Campo 2, Stade Olympique Yves-du-Manoir, Colombes Árbitros: Marcin Grochal (POL) Laurine Delforge (BEL) |

| 30 de julho 10:00                      |           |                                   | |
| Espanha                                | 3–3       | França                            | Campo 1, Stade Olympique Yves-du-Manoir, Colombes Árbitros: Lim Hong Zhen (SGP) Coen van Bunge (NED) |
| Iglesias 28' Vilallonga 32' Cunill 51' | Relatório | Clément 8', 13' Martin-Brisac 45' | Campo 1, Stade Olympique Yves-du-Manoir, Colombes Árbitros: Lim Hong Zhen (SGP) Coen van Bunge (NED) |

| 30 de julho 10:30 |           |                                                       |                                                                                                  |
| África do Sul     | 1–5       | Alemanha                                              | Campo 2, Stade Olympique Yves-du-Manoir, Colombes Árbitros: Dan Barstow (GBR) Raghu Prasad (IND) |
| Guise-Brown 35'   | Relatório | Peillat 1', 39' Rühr 15' Weigand 17' M. Grambusch 58' | Campo 2, Stade Olympique Yves-du-Manoir, Colombes Árbitros: Dan Barstow (GBR) Raghu Prasad (IND) |

| 30 de julho 12:45 |           |                            | |
| Grã-Bretanha      | 2–2       | Países Baixos              | Campo 1, Stade Olympique Yves-du-Manoir, Colombes Árbitros: Gabriel Labate (ARG) Ben Göntgen (GER) |
| Morton 56', 58'   | Relatório | Wortelboer 45' Van Dam 52' | Campo 1, Stade Olympique Yves-du-Manoir, Colombes Árbitros: Gabriel Labate (ARG) Ben Göntgen (GER) |

| 31 de julho 17:30 |           |               | |
| Alemanha          | 1–0       | Países Baixos | Campo 2, Stade Olympique Yves-du-Manoir, Colombes Árbitros: Martin Madden (GBR) David Tomlinson (NZL) |
| Wellen 3'         | Relatório |               | Campo 2, Stade Olympique Yves-du-Manoir, Colombes Árbitros: Martin Madden (GBR) David Tomlinson (NZL) |

| 31 de julho 19:45           |           |               | |
| Espanha                     | 3–0       | África do Sul | Campo 2, Stade Olympique Yves-du-Manoir, Colombes Árbitros: Gareth Greenfield (NZL) Ben Göntgen (GER) |
| Reyne 25', 53' Basterra 37' | Relatório |               | Campo 2, Stade Olympique Yves-du-Manoir, Colombes Árbitros: Gareth Greenfield (NZL) Ben Göntgen (GER) |

| 1 de agosto 12:45 |           |                        | |
| França            | 1–2       | Grã-Bretanha           | Campo 1, Stade Olympique Yves-du-Manoir, Colombes Árbitros: Sean Rapaport (RSA) David Tomlinson (NZL) |
| Clément 30'       | Relatório | Wallace 41' Albery 54' | Campo 1, Stade Olympique Yves-du-Manoir, Colombes Árbitros: Sean Rapaport (RSA) David Tomlinson (NZL) |

| 2 de agosto 10:30                               |           |                                    |                                                                                                   |
| Países Baixos                                   | 5–3       | Espanha                            | Campo 2, Stade Olympique Yves-du-Manoir, Colombes Árbitros: Dan Barstow (GBR) Sean Rapaport (RSA) |
| Janssen 19', 53' Hoedemakers 40' Wortelboer 43' | Relatório | Basterra 7' Reyné 15' Miralles 48' | Campo 2, Stade Olympique Yves-du-Manoir, Colombes Árbitros: Dan Barstow (GBR) Sean Rapaport (RSA) |

| 2 de agosto 19:45       |           |                                                             | |
| França                  | 2–5       | África do Sul                                               | Campo 1, Stade Olympique Yves-du-Manoir, Colombes Árbitros: Lim Hong Zhen (SGP) Marcin Grochal (POL) |
| Clément 16' Charlet 25' | Relatório | Guise-Brown 2' Horne 23' M. Cassiem 56' D. Cassiem 57', 60' | Campo 1, Stade Olympique Yves-du-Manoir, Colombes Árbitros: Lim Hong Zhen (SGP) Marcin Grochal (POL) |

| 2 de agosto 20:15 |           |               | |
| Grã-Bretanha      | 1–2       | Alemanha      | Campo 1, Stade Olympique Yves-du-Manoir, Colombes Árbitros: Coen van Bunge (NED) Gareth Greenfield (NZL) |
| Furlong 49'       | Relatório | Rühr 19', 25' | Campo 1, Stade Olympique Yves-du-Manoir, Colombes Árbitros: Coen van Bunge (NED) Gareth Greenfield (NZL) |

### Grupo B
| Pos | Equipe        | P  | J | V | E | D | GP | GC | SG  |
| --- | ------------- | -- | - | - | - | - | -- | -- | --- |
| 1   | Bélgica       | 13 | 5 | 4 | 1 | 0 | 15 | 7  | +8  |
| 2   | Índia         | 7  | 5 | 3 | 1 | 1 | 10 | 7  | +3  |
| 3   | Austrália     | 9  | 5 | 3 | 0 | 2 | 12 | 10 | +2  |
| 4   | Argentina     | 8  | 5 | 2 | 2 | 1 | 8  | 6  | +2  |
| 5   | Irlanda       | 3  | 5 | 1 | 0 | 4 | 4  | 9  | –5  |
| 6   | Nova Zelândia | 0  | 5 | 0 | 0 | 5 | 4  | 14 | –10 |

Ordenamento da classificação: 1) Pontos; 2) Vitórias; 3) Diferença de gol(o)s; 4) Gol(o)s marcados; 5) Confronto direto; 6) Gol(o)s diretos (field goals) marcados.

| 27 de julho 10:30      |           |         | |
| Bélgica                | 2–0       | Irlanda | Campo 2, Stade Olympique Yves-du-Manoir, Colombes Árbitros: Sean Rapaport (RSA) Gabriel Labate (ARG) |
| Boon 25' Hendrickx 49' | Relatório |         | Campo 2, Stade Olympique Yves-du-Manoir, Colombes Árbitros: Sean Rapaport (RSA) Gabriel Labate (ARG) |

| 27 de julho 13:15 |           |           | |
| Austrália         | 1–0       | Argentina | Campo 1, Stade Olympique Yves-du-Manoir, Colombes Árbitros: Coen van Bunge (NED) Ben Göntgen (GER) |
| Govers 30+'       | Relatório |           | Campo 1, Stade Olympique Yves-du-Manoir, Colombes Árbitros: Coen van Bunge (NED) Ben Göntgen (GER) |

| 27 de julho 17:30                     |           |                   | |
| Índia                                 | 3–2       | Nova Zelândia     | Campo 2, Stade Olympique Yves-du-Manoir, Colombes Árbitros: Marcin Grochal (POL) Martin Madden (GBR) |
| Mandeep 24' Vivek 34' Harmanpreet 59' | Relatório | Lane 8' Child 53' | Campo 2, Stade Olympique Yves-du-Manoir, Colombes Árbitros: Marcin Grochal (POL) Martin Madden (GBR) |

| 28 de julho 17:30          |           |               |                                                                                                  |
| Bélgica                    | 2–1       | Nova Zelândia | Campo 1, Stade Olympique Yves-du-Manoir, Colombes Árbitros: Steve Rogers (AUS) Dan Barstow (GBR) |
| Hendrickx 8' Van Aubel 44' | Relatório | Lane 43'      | Campo 1, Stade Olympique Yves-du-Manoir, Colombes Árbitros: Steve Rogers (AUS) Dan Barstow (GBR) |

| 29 de julho 10:00 |           |                     | |
| Irlanda           | 1–2       | Austrália           | Campo 1, Stade Olympique Yves-du-Manoir, Colombes Árbitros: Sarah Wilson (GBR) Jonas van 't Hek (NED) |
| Cole 25'          | Relatório | Weyer 9' Govers 30' | Campo 1, Stade Olympique Yves-du-Manoir, Colombes Árbitros: Sarah Wilson (GBR) Jonas van 't Hek (NED) |

| 29 de julho 12:45 |           |              | |
| Índia             | 1–1       | Argentina    | Campo 2, Stade Olympique Yves-du-Manoir, Colombes Árbitros: Daniel Barstow (GBR) Zeke Newman (AUS) |
| Harmanpreet 59'   | Relatório | Martínez 22' | Campo 2, Stade Olympique Yves-du-Manoir, Colombes Árbitros: Daniel Barstow (GBR) Zeke Newman (AUS) |

| 30 de julho 13:15 |           |                      | |
| Irlanda           | 0–2       | Índia                | Campo 2, Stade Olympique Yves-du-Manoir, Colombes Árbitros: Steve Rogers (AUS) David Tomlinson (NZL) |
|                   | Relatório | Harmanpreet 11', 19' | Campo 2, Stade Olympique Yves-du-Manoir, Colombes Árbitros: Steve Rogers (AUS) David Tomlinson (NZL) |

| 30 de julho 17:00       |           |               | |
| Argentina               | 2–0       | Nova Zelândia | Campo 1, Stade Olympique Yves-du-Manoir, Colombes Árbitros: Jonas van 't Hek (NED) Sean Rapaport (RSA) |
| Domene 24' Martínez 60' | Relatório |               | Campo 1, Stade Olympique Yves-du-Manoir, Colombes Árbitros: Jonas van 't Hek (NED) Sean Rapaport (RSA) |

| 30 de julho 19:45    |           |                                                        | |
| Austrália            | 2–6       | Bélgica                                                | Campo 1, Stade Olympique Yves-du-Manoir, Colombes Árbitros: Marcin Grochal (POL) Gareth Greenfield (NZL) |
| Sharp 28' Govers 44' | Relatório | Hendrickx 7' Boon 15', 30', 57' Van Aubel 35' Kina 38' | Campo 1, Stade Olympique Yves-du-Manoir, Colombes Árbitros: Marcin Grochal (POL) Gareth Greenfield (NZL) |

| 1 de agosto 17:30 |           |                            | |
| Índia             | 1–2       | Bélgica                    | Campo 1, Stade Olympique Yves-du-Manoir, Colombes Árbitros: Coen van Bunge (NED) Zeke Newman (AUS) |
| Abhishek 18'      | Relatório | Stockbroekx 33' Dohmen 44' | Campo 1, Stade Olympique Yves-du-Manoir, Colombes Árbitros: Coen van Bunge (NED) Zeke Newman (AUS) |

| 1 de agosto 10:30 |           |                                              | |
| Nova Zelândia     | 0–5       | Austrália                                    | Campo 2, Stade Olympique Yves-du-Manoir, Colombes Árbitros: Lim Hong Zhen (SGP) Gabriel Labate (ARG) |
|                   | Relatório | Wickham 22' Govers 25', 52', 57' Willott 42' | Campo 2, Stade Olympique Yves-du-Manoir, Colombes Árbitros: Lim Hong Zhen (SGP) Gabriel Labate (ARG) |

| 1 de agosto 13:15      |           |          | |
| Argentina              | 2–1       | Irlanda  | Campo 2, Stade Olympique Yves-du-Manoir, Colombes Árbitros: Raghu Prasad (IND) Marcin Grochal (POL) |
| Domene 17' Casella 28' | Relatório | Cole 27' | Campo 2, Stade Olympique Yves-du-Manoir, Colombes Árbitros: Raghu Prasad (IND) Marcin Grochal (POL) |

| 2 de agosto 13:15    |           |                               | |
| Austrália            | 2–3       | Índia                         | Campo 2, Stade Olympique Yves-du-Manoir, Colombes Árbitros: Jonas van 't Hek (NED) Gabriel Labate (ARG) |
| Craig 25' Govers 55' | Relatório | Abhishek 12' Harmanpreet 13', | Campo 2, Stade Olympique Yves-du-Manoir, Colombes Árbitros: Jonas van 't Hek (NED) Gabriel Labate (ARG) |

| 2 de agosto 17:00 |           |                       |                                                                                                 |
| Nova Zelândia     | 1–2       | Irlanda               | Campo 1, Stade Olympique Yves-du-Manoir, Colombes Árbitros: Ben Göntgen (GER) Zeke Newman (AUS) |
| Morrison 5'       | Relatório | Walker 13' Duncan 31' | Campo 1, Stade Olympique Yves-du-Manoir, Colombes Árbitros: Ben Göntgen (GER) Zeke Newman (AUS) |

| 2 de agosto 17:00                           |           |                               | |
| Bélgica                                     | 3–3       | Argentina                     | Campo 2, Stade Olympique Yves-du-Manoir, Colombes Árbitros: Steve Rogers (AUS) Martin Madden (GBR) |
| De Kerpel 34' Hendrickx 52' Stockbroekx 60' | Relatório | Casella 5' Domene 45' Rey 53' | Campo 2, Stade Olympique Yves-du-Manoir, Colombes Árbitros: Steve Rogers (AUS) Martin Madden (GBR) |

## Fase final
Depois da fase de grupos seguiu-se a fase final eliminatória, com cada seleção a defrontar um adversário em jogo único até a definição das equipes medalhistas.
|  | Quartas de final | Quartas de final     |               |         | Semifinal           | Semifinal           |  |  | Final       | Final |
|  |                  |                      |               |         |                     |                     |  |  |             |       |
|  | 4 de agosto      |                      |               |         |                     |                     |  |  |             |       |
|  |                  |                      |               |         |                     |                     |  |  |             |       |
|  | Alemanha         | 3                    |               |         |                     |                     |  |  |             |       |
|  | Alemanha         | 3                    | 6 de agosto   |         |                     |                     |  |  |             |       |
|  | Argentina        | 2                    |               |         |                     |                     |  |  |             |       |
|  | Argentina        | 2                    | Alemanha      | 3       |                     |                     |  |  |             |       |
|  | 4 de agosto      |                      | Alemanha      | 3       |                     |                     |  |  |             |       |
|  |                  | Índia                | 2             |         |                     |                     |  |  |             |       |
|  | Índia (pen.)     | Índia                | 2             | 1 (4)   |                     |                     |  |  |             |       |
|  | Índia (pen.)     |                      | 8 de agosto   | 1 (4)   |                     |                     |  |  |             |       |
|  | Grã-Bretanha     | 1 (2)                |               |         |                     |                     |  |  |             |       |
|  | Grã-Bretanha     | 1 (2)                | Alemanha      | 1 (1)   |                     |                     |  |  |             |       |
|  | 4 de agosto      |                      | Alemanha      | 1 (1)   |                     |                     |  |  |             |       |
|  |                  | Países Baixos (pen.) | 1 (3)         |         |                     |                     |  |  |             |       |
|  | Países Baixos    | Países Baixos (pen.) | 1 (3)         | 2       |                     |                     |  |  |             |       |
|  | Países Baixos    | 6 de agosto          |               | 2       |                     |                     |  |  |             |       |
|  | Austrália        | 0                    |               |         |                     |                     |  |  |             |       |
|  | Austrália        | 0                    | Países Baixos | 4       | Disputa pelo bronze | Disputa pelo bronze |  |  |             |       |
|  | 4 de agosto      |                      | Países Baixos | 4       | Disputa pelo bronze | Disputa pelo bronze |  |  |             |       |
|  |                  | Espanha              | 0             |         |                     |                     |  |  |             |       |
|  | Bélgica          | Espanha              | 0             | 2       | Índia               | 2                   |  |  |             |       |
|  | Bélgica          |                      |               | 2       | Índia               | 2                   |  |  |             |       |
|  | Espanha          | 3                    |               | Espanha | 1                   |                     |  |  |             |       |
|  | Espanha          | 3                    |               |         | 1                   |                     |  |  |             |       |
|  |                  |                      |               |         |                     |                     |  |  | 8 de agosto |       |
|  |                  |                      |               |         |                     |                     |  |  |             |       |

### Quartas de final
| 4 de agosto 10:00                          |           |                                       | |
| Índia                                      | 1–1       | Grã-Bretanha                          | Campo 1, Stade Olympique Yves-du-Manoir, Colombes Árbitros: Sean Rapaport (RSA) Steve Rogers (AUS) |
| Harmanpreet 22'                            | Relatório | Morton 27'                            | Campo 1, Stade Olympique Yves-du-Manoir, Colombes Árbitros: Sean Rapaport (RSA) Steve Rogers (AUS) |
| Penalidades                                |           |                                       | Campo 1, Stade Olympique Yves-du-Manoir, Colombes Árbitros: Sean Rapaport (RSA) Steve Rogers (AUS) |
| Harmanpreet · Sukhjeet · Lalit · Raj Kumar | 4–2       | Albery · Wallace · Williamson · Roper | Campo 1, Stade Olympique Yves-du-Manoir, Colombes Árbitros: Sean Rapaport (RSA) Steve Rogers (AUS) |

| 4 de agosto 12:30            |           |                                     | |
| Bélgica                      | 2–3       | Espanha                             | Campo 1, Stade Olympique Yves-du-Manoir, Colombes Árbitros: Gabriel Labate (ARG) Jonas van 't Hek (NED) |
| De Sloover 41' Hendrickx 58' | Relatório | Basterra 40' Reyné 55' Miralles 57' | Campo 1, Stade Olympique Yves-du-Manoir, Colombes Árbitros: Gabriel Labate (ARG) Jonas van 't Hek (NED) |

| 4 de agosto 17:30          |           |           | |
| Países Baixos              | 2–0       | Austrália | Campo 1, Stade Olympique Yves-du-Manoir, Colombes Árbitros: Dan Barstow (GBR) Gareth Greenfield (NZL) |
| Telgenkamp 35' Van Dam 52' | Relatório |           | Campo 1, Stade Olympique Yves-du-Manoir, Colombes Árbitros: Dan Barstow (GBR) Gareth Greenfield (NZL) |

| 4 de agosto 20:00                   |           |                         | |
| Alemanha                            | 3–2       | Argentina               | Campo 1, Stade Olympique Yves-du-Manoir, Colombes Árbitros: Zeke Newman (AUS) David Tomlinson (NZL) |
| Hinrichs 9' Peillat 24' Weigand 54' | Relatório | Casella 11' Mazilli 48' | Campo 1, Stade Olympique Yves-du-Manoir, Colombes Árbitros: Zeke Newman (AUS) David Tomlinson (NZL) |

### Semifinal
| 6 de agosto 14:30                                   |           |         |                                                                                                   |
| Países Baixos                                       | 4–0       | Espanha | Campo 1, Stade Olympique Yves-du-Manoir, Colombes Árbitros: Ben Göntgen (GER) Martin Madden (GBR) |
| Janssen 12' Brinkman 20' van Dam 32' Telgenkamp 50' | Relatório |         | Campo 1, Stade Olympique Yves-du-Manoir, Colombes Árbitros: Ben Göntgen (GER) Martin Madden (GBR) |

| 6 de agosto 19:00                |           |                             | |
| Alemanha                         | 3–2       | Índia                       | Campo 1, Stade Olympique Yves-du-Manoir, Colombes Árbitros: Coen van Bunge (NED) Gareth Greenfield (NZL) |
| Peillat 18' Rühr 27' Miltkau 54' | Relatório | Harmanpreet 7' Sukhjeet 36' | Campo 1, Stade Olympique Yves-du-Manoir, Colombes Árbitros: Coen van Bunge (NED) Gareth Greenfield (NZL) |

### Disputa pelo bronze
| 8 de agosto 14:00    |           |              | |
| Índia                | 2–1       | Espanha      | Campo 1, Stade Olympique Yves-du-Manoir, Colombes Árbitros: Coen van Bunge (NED) Ben Göntgen (GER) |
| Harmanpreet 30', 33' | Relatório | Miralles 18' | Campo 1, Stade Olympique Yves-du-Manoir, Colombes Árbitros: Coen van Bunge (NED) Ben Göntgen (GER) |

### Final
| 8 de agosto 19:00                 |           |                                                    | |
| Alemanha                          | 1–1       | Países Baixos                                      | Campo 1, Stade Olympique Yves-du-Manoir, Colombes Árbitros: Martin Madden (GBR) Steve Rogers (AUS) |
| Prinz 50'                         | Relatório | Brinkman 46'                                       | Campo 1, Stade Olympique Yves-du-Manoir, Colombes Árbitros: Martin Madden (GBR) Steve Rogers (AUS) |
| Penalidades                       |           |                                                    | Campo 1, Stade Olympique Yves-du-Manoir, Colombes Árbitros: Martin Madden (GBR) Steve Rogers (AUS) |
| Wellen · Müller · Prinz · Weigand | 1–3       | De Geus · De Mol · Brinkman · Van Dam · Telgenkamp | Campo 1, Stade Olympique Yves-du-Manoir, Colombes Árbitros: Martin Madden (GBR) Steve Rogers (AUS) |

## Classificação final
| Pos.              | Equipe        | Campanha (V–E–D) |
| ----------------- | ------------- | ---------------- |
| Medalha de ouro   | Países Baixos | 5–2–1            |
| Medalha de prata  | Alemanha      | 6–1–1            |
| Medalha de bronze | Índia         | 4–2–2            |
| 4                 | Espanha       | 3–1–4            |
| 5                 | Bélgica       | 4–1–1            |
| 6                 | Austrália     | 3–0–3            |
| 7                 | Grã-Bretanha  | 2–3–1            |
| 8                 | Argentina     | 2–2–2            |
| 9                 | África do Sul | 1–1–3            |
| 10                | Irlanda       | 1–0–4            |
| 11                | França        | 0–1–4            |
| 12                | Nova Zelândia | 0–0–5            |